# Har ha-Hagana
Har ha-Hagana (hebrejsky: הר ההגנה) je hora o nadmořské výšce 815 metrů v centrálním Izraeli, v pohoří Judské hory.
Nachází se cca 11 kilometrů severozápadně od centra Jeruzaléma, cca 1 kilometr severovýchodně od města Abu Goš, na jihovýchodním okraji vesnice Ma'ale ha-Chamiša. Má podobu vyvýšené planiny, jejíž vrcholová partie je zastavěna částí obce Ma'ale ha-Chamiša a protnuta lokální silnicí číslo 425. Na jižní straně terén prudce spadá směrem k vesnici Kirjat Anavim, do údolí v povodí vádí Nachal Ksalon. Na severu terén zvolna klesá do údolí vádí Nachal Kfira na Západním břehu Jordánu. Přibližně podél hranice se Západním břehem počátkem 21. století vyrostla severně od vrcholu Izraelská bezpečnostní bariéra.